# Torul
Torul – słoweński zespół synth popowy.

## Historia zespołu
Założyciel zespołu Torul Torulsson był aktywny od lat 90. XX w. W 2010 roku zespół wydał swój pierwszy album Dark Matters. W 2011 drugi pt. In Whole nakładem wydawnictwa Infacted Recordings. W 2012 roku zespół wystąpił na festiwalu Wave-Gotik-Treffen w Lipsku. W 2013 roku opublikowany został trzeci album Tonight We Dream Fiercely, który promowany był europejską trasą - jako support zespołu Mesh. W 2014 roku Torul wystąpił na festiwalu Amphi. W 2016 roku Jan Jenko opuścił zespół i zastąpił go Maj Valerij.

## Dyskografia

### Albumy
- 2010: Dark Matters (Torul Recordings)
- 2011: In Whole (Infacted Recordings)
- 2013: Tonight We Dream Fiercely (Infacted Recordings)
- 2015: The Measure (Infacted Recordings)
- 2016: Reset (Infacted Recordings)
- 2019: Hikikomori (Infacted Recordings)
- 2020: Teniversia (Infacted Recordings)

### Single
- 2003 (jako Torul W): Waterproof Theme (Low Spirit)
- 2003 (jako Torul W): Discreamer (Low Spirit)
- 2007: Start Like This (Fargo)
- 2010: It Was Supposed To Be Fun (Digital Release)
- 2010: Saddest Song (Digital Release)
- 2011: Try (Infacted Recordings)
- 2011: Partially Untamed (Infacted Recordings)
- 2012: Glow (Infacted Recordings)
- 2013: The Fall (Infacted Recordings)
- 2014: All (Infacted Recordings)
- 2016: Saviour Of Love (Infacted Recordings)
- 2016: Monday (Infacted Recordings)
- 2018: Explain (Infacted Recordings)